# تسكع داخل جرح
تسكع داخل جرح، مجموعة نصوص وحوارات من مؤلفات الشاعرة والكاتبة العربية السورية غادة السمان، صدرت في عام 1988، عن منشورات غادة السمان في بيروت، لبنان.